# Lasiodora brevibulba
Lasiodora brevibulba là một loài nhện trong họ Theraphosidae.
Loài này thuộc chi Lasiodora. Lasiodora brevibulba được Carlos E. Valerio miêu tả năm 1980.